# Costa Occidental (Huelva)
Die Comarca Costa Occidental ist eine der 6 Comarcas der spanischen Provinz Huelva. Sie wurde, wie alle Comarcas in der Autonomen Gemeinschaft Andalusien mit Wirkung zum 28. März 2003 eingerichtet.

## Lage
|          | Andévalo                                    |                         |
| Portugal | Kompassrose, die auf Nachbargemeinden zeigt | Metropolitana de Huelva |
|          | Atlantischer Ozean                          |                         |

## Gemeinden
Die Comarca umfasst 6 Gemeinden mit 96.186 Einwohnern.
| Gemeinde                 | Einwohner (2024) | Fläche km² | Dichte Einw./km² | Cod INE | Postleitzahl               |
| ------------------------ | ---------------- | ---------- | ---------------- | ------- | -------------------------- |
| Ayamonte                 | 21.622           | 141,29     | 153              | 21010   | 21400, 21409               |
| Cartaya                  | 21.408           | 225,32     | 95               | 21021   | 21450                      |
| Isla Cristina            | 21.641           | 49,36      | 438              | 21042   | 21410, 21420, 21430, 21449 |
| Lepe                     | 29.241           | 127,94     | 229              | 21044   | 21440,21449                |
| San Silvestre de Guzmán  | 644              | 48,59      | 13               | 21066   | 21591                      |
| Villablanca              | 2.979            | 98,31      | 30               | 21073   | 21590                      |
| Comarca Costa Occidental | 97.535           | 690,81     | 141              | –       | –                          |

## Nachweise
1. ↑  Instituto Nacional de Estadística Municipal Register of Spain
2. ↑  Orden de 14 de marzo de 2003, por la que se aprueba el mapa de comarcas de Andalucía a efectos de la planificación de la oferta turística y deportiva, Boletín Oficial de la Junta de Andalucía (Amtsblatt der Regierung von Andalusien), Nr. 59 vom 27. März 2003, S. 6248